# Euspilotus laesus
Euspilotus laesus är en skalbaggsart som först beskrevs av Lewis 1900.  Euspilotus laesus ingår i släktet Euspilotus och familjen stumpbaggar. Inga underarter finns listade i Catalogue of Life.